# Scrub Me Mama with a Boogie Beat
Scrub Me Mama with a Boogie Beat è un cortometraggio animato del 1941, prodotto e diretto da Walter Lantz per la Walter Lantz Productions. Fa parte della serie Car-Tune. È ispirato all'omonima popolare canzone dell'epoca composta da Don Raye ed interpretata, tra gli altri, dalle The Andrews Sisters, che racconta la storia di una donna di Harlem con un metodo del tutto originale per lavare i panni.
A causa della rappresentazione di stereotipati pregiudizi razziali nei confronti degli afroamericani, il cartone animato venne messo al bando già nel 1949 dietro richiesta della NAACP (National Association for the Advancement of Colored People) ed oggi viene considerato "uno dei cartoni animati più razzisti di sempre" mai prodotti.

## Trama

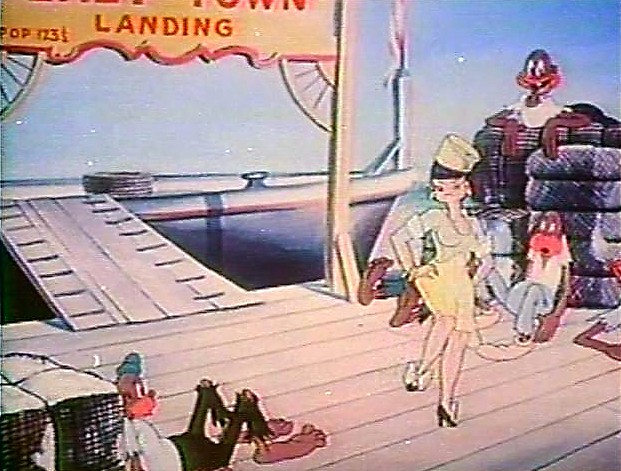
Gli abitanti di colore di Lazy Town sono eccitati dall'arrivo della misteriosa straniera dalla pelle chiara.

Il cortometraggio si apre con una versione orchestrale del brano Old Folks at Home di Stephen Foster, ambientando immediatamente la scena nel sud rurale degli Stati Uniti d'America all'epoca dei Minstrel show e relativi "Blackface" (attori con la faccia dipinta di nero per sembrare afroamericani).
L'azione si svolge a Lazy Town, probabilmente il posto più pigro del mondo. Né i sonnecchiosi abitanti della città, che rappresentano ampio stereotipo del nero nullafacente e ozioso, né gli animali che li accompagnano sembrano avere alcuna voglia di svolgere il più insignificante lavoro o fatica. La loro placida esistenza viene interrotta dall'arrivo di un battello, dal quale sbarca un'attraente, sofisticata, ragazza afroamericana dalla pelle chiara proveniente da Harlem (vagamente ispirata a Lena Horne).
La visitatrice ammonisce una delle abitanti della città: «Guarda qui, Mami. Quello non è il modo di fare il bucato! Tutto quello che ti serve è il ritmo!» Quindi si mette a cantare Scrub Me Mama with a Boogie Beat, e ben presto tutta la cittadina si unisce a lei nel canto. Gli abitanti vengono presi da una frenesia indotta dalla canzone e si mettono a ballare forsennatamente e a suonare vari strumenti. Poco tempo dopo la bella sconosciuta fa ritorno sul battello pronta per tornare a casa, ma con la soddisfazione di aver trasformato la pigra e nullafacente cittadina nera di Lazy Town in una comunità festante di musicisti swing. Il cartone si conclude con la grassa lavandaia mami che si volta, alza la sottana e mostra sui mutandoni la scritta "The End".

## Produzione
Il cortometraggio venne distribuito il 28 marzo 1941 dalla Universal Pictures senza indicazione di alcun regista (fu Walter Lantz, il creatore di Picchiarello, a rivendicarne la paternità), su sceneggiatura di Ben Hardaway, animazioni di Alex Lovy e Frank Tipper, ed effetti sonori e voci di Mel Blanc.
Oggi il cartone animato è di pubblico dominio poiché nessuno ne ha rinnovato il copyright. Spezzoni dello stesso sono stati utilizzati nel film satirico di Spike Lee intitolato Bamboozled.

## Controversie

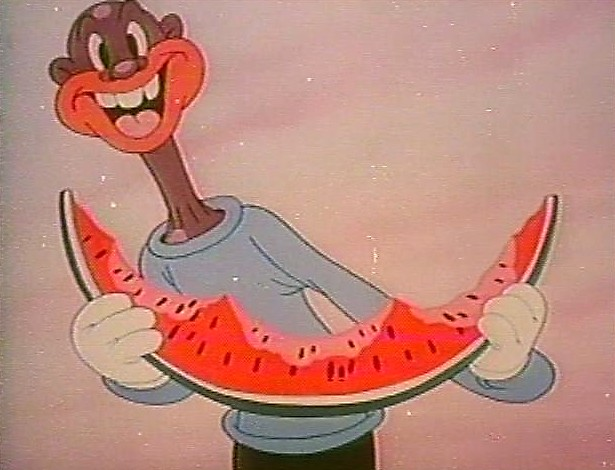
Un personaggio del cartone intento a mangiare voracemente dell'anguria

Scrub Me Mama with a Boogie Beat venne ritirato dalla distribuzione già a partire dal 1949 a causa delle proteste contro la rappresentazione stereotipata degli afroamericani. La decisione venne presa in occasione della riproposizione del cortometraggio nel 1948 dietro esplicita richiesta dell'associazione NAACP.
Il 20 ottobre 1948, l'NAACP scrisse una lettera agli Universal Studios dove furono condannate le "spregevoli caricature della vita dei neri nel Sud", dove le persone di colore vengono rappresentate con fattezze scimmiesche e descritte come pigri fannulloni capaci solo di mangiare pollo fritto e cocomeri e suonare musica jazz. Inoltre, veniva fatto notare come l'unico personaggio attraente e non caricaturale presente nel film avesse la pelle chiara. In conclusione, richiesero il ritiro del film dalle sale.
Lantz dichiarò pubblicamente e ripetutamente che i suoi cartoni non avevano mai avuto l'intenzione di offendere nessuno: a seguito delle polemiche, Lantz dispose che nessun'altra caricatura offensiva di etnie o gruppi razziali fosse più presente nei suoi successivi lavori. Inoltre, si assicurò personalmente che Scrub Me Mama non fosse mai più distribuito al cinema o in televisione, sebbene il cortometraggio continuasse ad essere proiettato in alcuni Paesi europei quali Irlanda, Francia e Spagna.
Il 20 novembre 1948, venne pubblicato un articolo sul Los Angeles Tribune inerente alle rimostranze della NAACP nei confronti della Universal. Il 3 febbraio 1949, la Universal annunciò in una conferenza stampa che lo studio aveva deciso di ritirare il cortometraggio, a seguito delle proteste ricevute.

## Galleria d'immagini

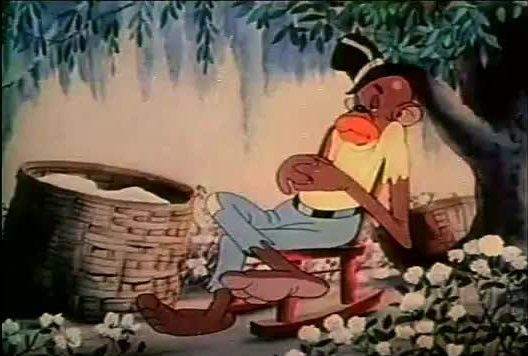
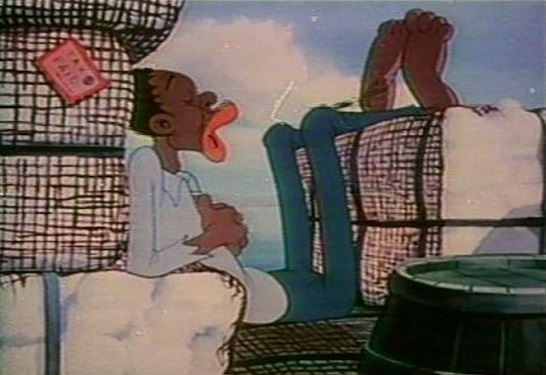
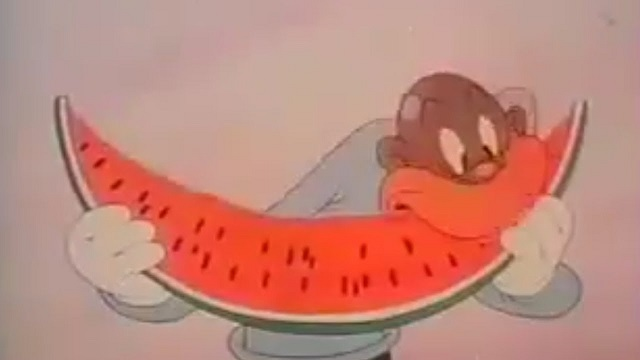
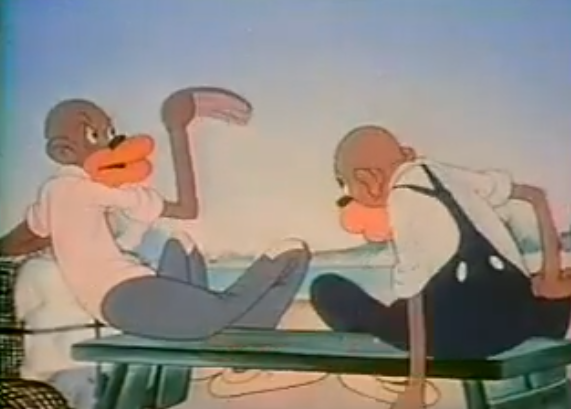
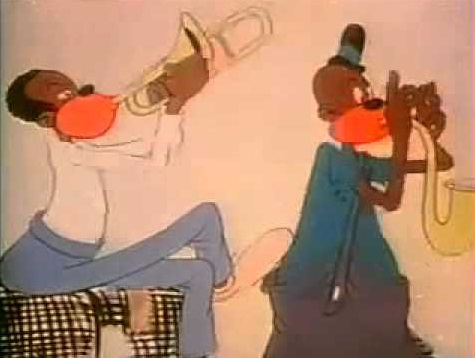